# Ivšić
Ivšići su stara hrvatska plemićka obitelj.

## Povijest
Ovoj plemićkoj obitelji, koja bez sumnje kao i drugi Ivšići potječe iz zlatskog ili slačkog plemena, podijeljene su dvije povelje. Rod Ivšić spomenut je u zlatskom ili slačkom plemenu, iz kojeg potječu braća dr. Stjepan Ivšić, redovni sveuč. profesor, član i tajnik JAZU i dr. Milan Ivšić, svećenik i profesor visoke ekonomske kom. škole u Zagrebu. Ivšići se spominju i među plemićima Cvetkovića 1520. godine. Od ovog roda posebne grbovnice dobile su dvije grane roda. 
Prva grana roda Ivšić se spominje već u Boku kod Siska, gdje je odavno imala svoje posjede. Plemićki list i grbovnica podijeljena je 31. listopada 1659. već plemenitome Antunu Ivšiću, ženi mu Barbari Mikulić i djeci im: Lovri, Jakobu, Josipu i Luki te Blažu, Matiji, Stjepanu, Ivanu, Petru i Luki, također Ivšićima. Istom grbovnicom podijeljeno je plemstvo i Martinu Magjaru, ženi mu i djeci. Grbovnica proglašena je na hrvatskom saboru 10. travnja 1752. Originalna grbovnica s bilješkom proglašenja nalazi se u Muzeju grada Zagreba. Druga grana plemstvo (ugr.-hrv.) dobiva grbovnicom 26. srpnja 1792. i to: Juraj, Stjepan, Mihajlo i Ivan, te njihova djeca. Ovo je bez sumnje jedna grana roda prvih Ivšića koja se preselila u Ugarsku. 
Tijekom stoljeća i godina te mnogih ratova u kojima su se gubile crkvene knjige, kako se grana Ivšić širila pojavljuju se informacije živućih svjedoka u istraživanju da je jedan dio
obitelji Ivšić (potomci) živio na svome posjedu u Srijemu selu Kukujevci te su trenutno u Zagrebu. Dok je grana prvih Ivšića u Sisku. A ostali u Pečuhu te Mohaču.